# (2314) Field
(2314) Field (1977 VD) ist ein Asteroid des mittleren Hauptgürtels, der am 12. November 1974 am Oak-Ridge-Observatorium des Harvard-Smithsonian Center for Astrophysics in Harvard (Massachusetts) (IAU-Code 801) entdeckt wurde.

## Benennung
(2314) Field wurde nach George B. Field (1929–2024) benannt, der von 1973 bis 1982 Direktor des Harvard-Smithsonian Center for Astrophysics war und im Bereich der theoretischen Astrophysik tätig ist.